# Arte de Uruk

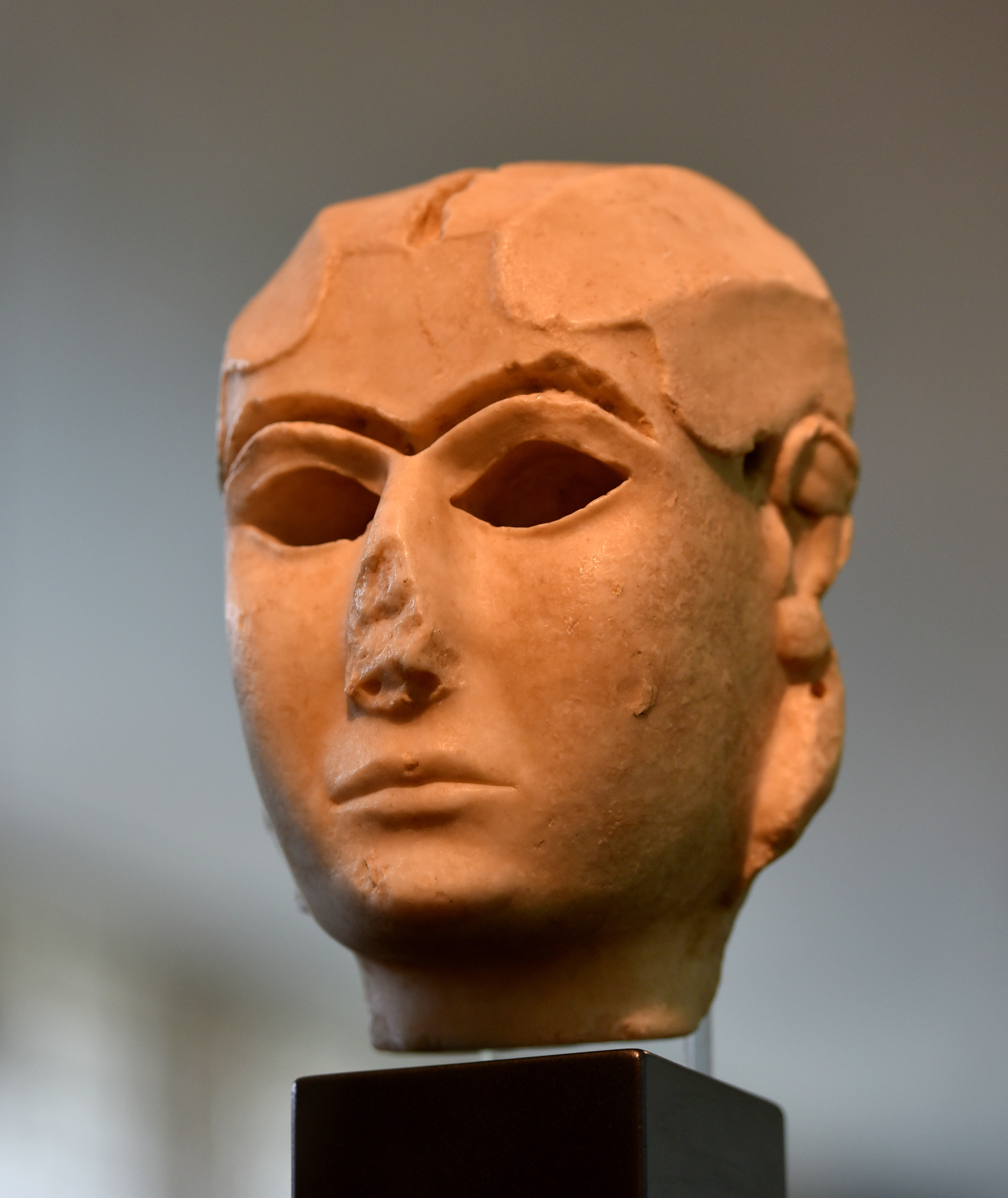
Máscara de Warka, o Cabeza de la diosa Inanna, hallada en Uruk, ca. 3100 a. C.

El arte de Uruk comprende esculturas, sellos, cerámica, arquitectura y otras formas artísticas producidas en Uruk, una antigua ciudad del sur de Mesopotamia que prosperó durante el Período de Uruk (ca. 4200-3000 a. C.): 40 La ciudad siguió evolucionando en el Periodo Dinástico Arcaico (ca. 2900-2350 a. C.),consolidándose como una de las primeras urbes de la historia. Ubicada en el actual Warka, Irak, Uruk presenta evidencias de estratificación social, religión institucionalizada y administración centralizada, así como un arte y una arquitectura de notable calidad,: 41 considerados los primeros hitos en la historia del arte mesopotámico. Muchas de sus obras destacan por su refinada técnica y el uso de materiales preciosos.: 46 

## Escultura

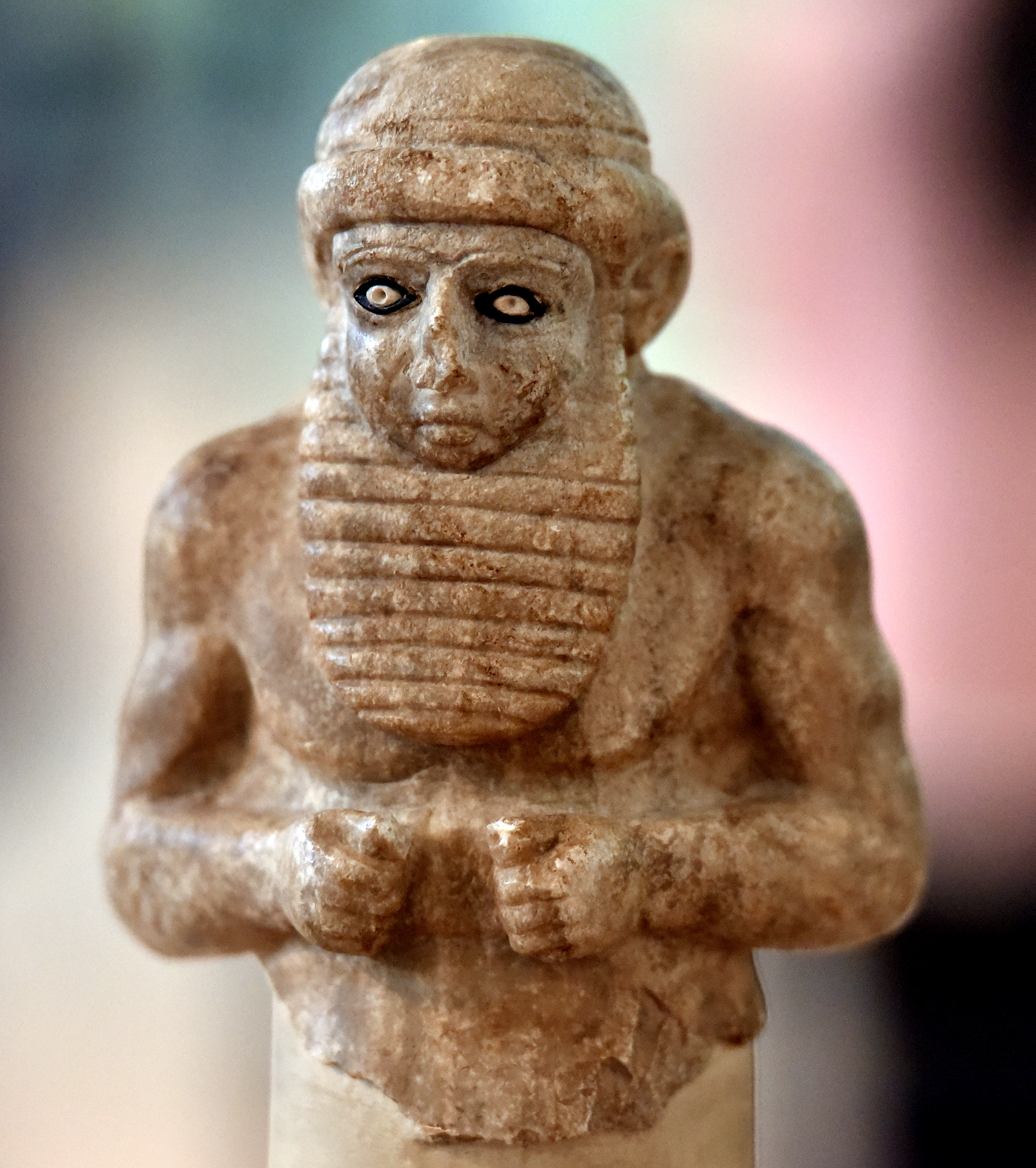
Dignatario sumerio, Uruk, ca. 3300-3000 a. C. Museo Nacional de Irak.

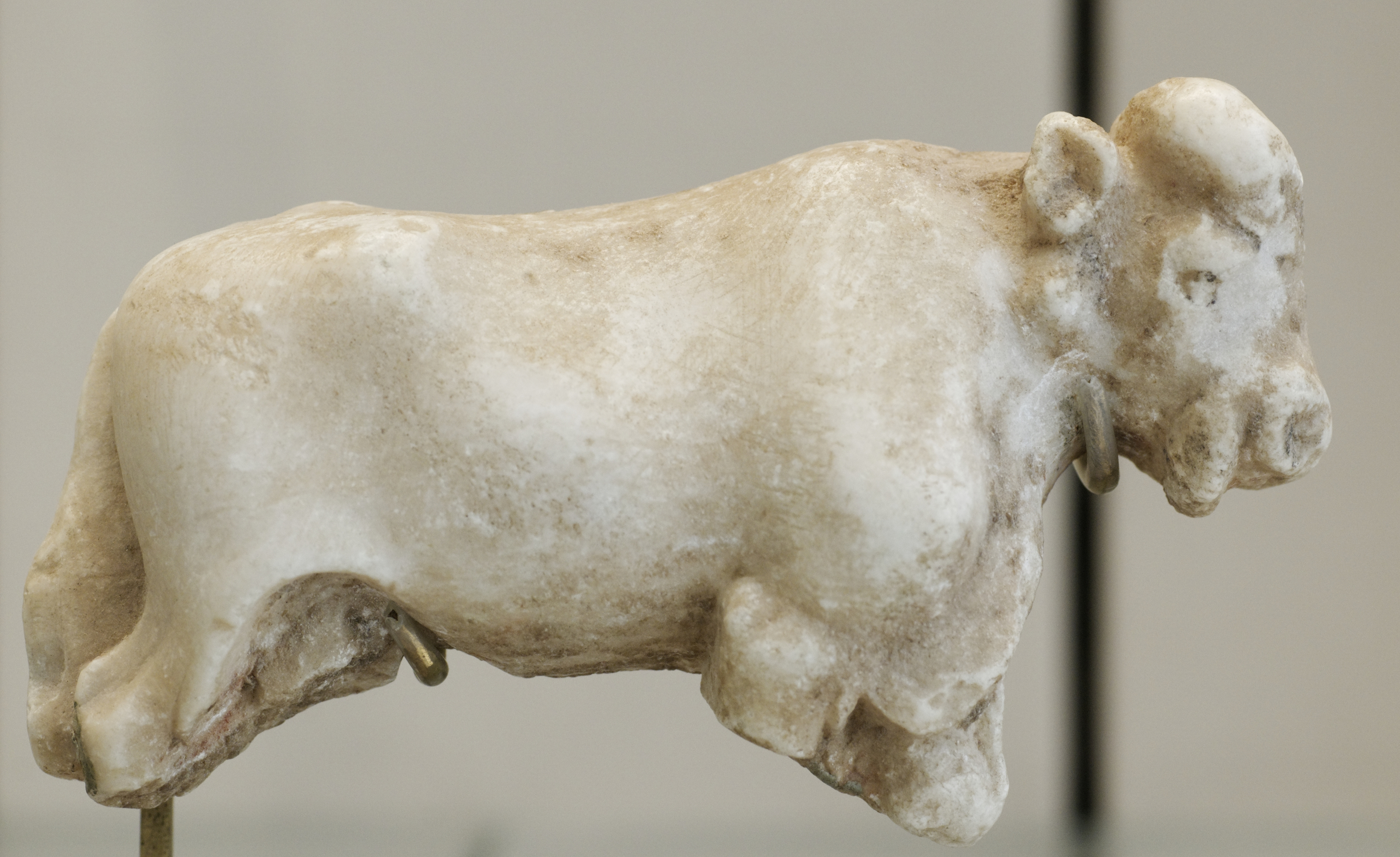
Fragmento de una figura de toro de Uruk, ca. 3000 a. C.

En Uruk se han hallado esculturas votivas en forma de pequeñas figuras de animales, elaboradas con un estilo que combina elementos naturalistas y abstractos para expresar la esencia espiritual del animal, más que una representación anatómicamente precisa.: 50  El uso de estas figuras como ofrendas votivas, en lugar de figuras humanas, posiblemente reemplazaba el sacrificio animal perpetuando su simbolismo al dejar su imagen en el templo.: 51 
Muchas de estas ofrendas fueron descubiertas en el Nivel III de Uruk (ca. 3000 a. C.) y habrían sido dedicadas a la diosa Inanna en busca de su favor.: 16 También se encontró un conjunto de objetos denominado Kleinfunde o "pequeños hallazgos" por los arqueólogos. Esta colección incluía figuras de animales incrustadas con piedra y vasijas utilizadas en rituales, que, tras quedar en desuso, fueron enterradas en terreno sagrado en lugar de ser desechadas sin ceremonia.: 51  Figuras similares podrían haber servido como amuletos o mangos de sello cilíndrico.: 17 

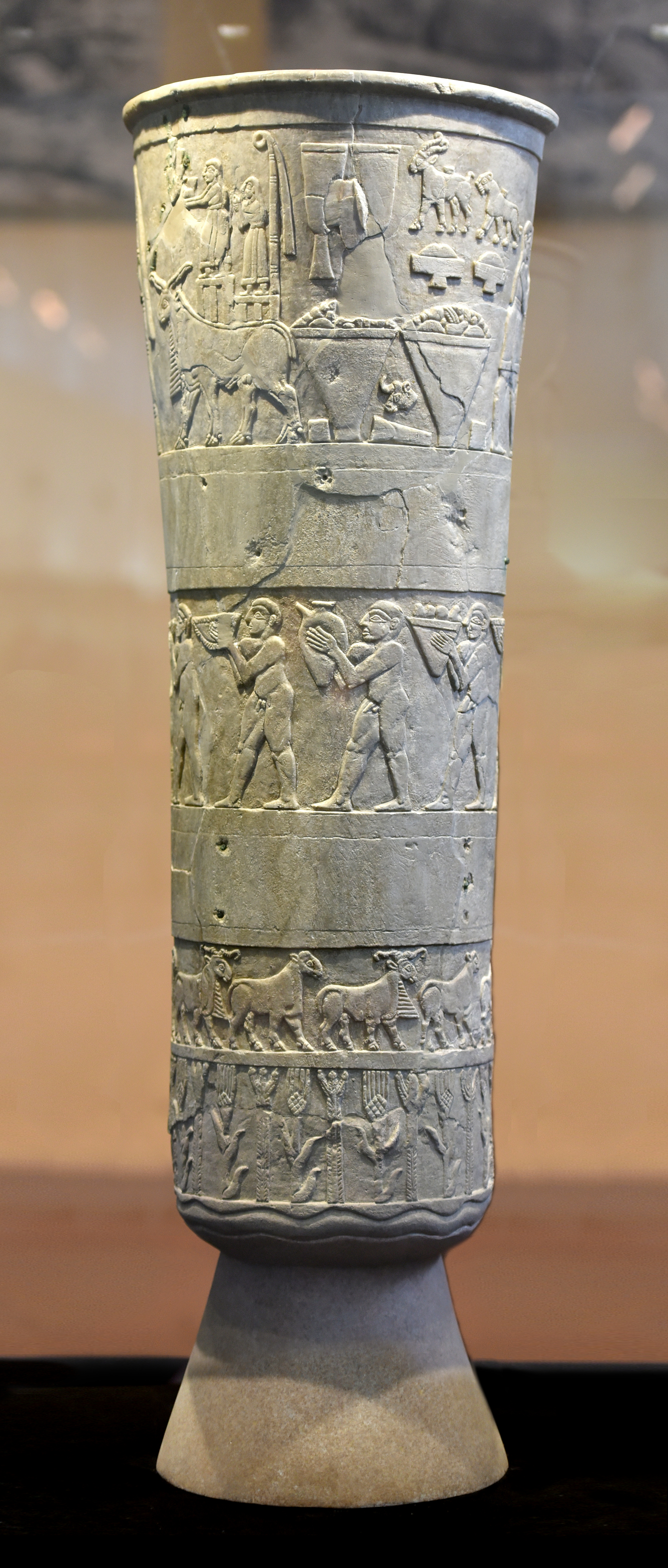
Vaso de Warka en el Museo Nacional de Irak.

### Arte narrativo
Uruk es también el sitio donde se hallaron dos de los ejemplos más antiguos de arte narrativo: el Pesebre de Uruk y el Vaso de Warka. Aunque es denominado "pesebre", es poco probable que haya sido utilizado como tal. El Pesebre de Uruk tallado en piedra caliza, pudo haber servido como una imagen de culto en el templo de Inanna. El relieve tallado muestra una procesión de carneros, ovejas y corderos que se acercan o salen de un edificio hecho de cañas. Según el Museo Británico, pudo haber servido como un objeto de culto en el templo de la diosa Inanna, aunque su significado alegórico no está claro.
El Vaso de Warka , también llamado Vaso de Uruk, representa un banquete religioso, probablemente asociado con un festival agrícola, y los rituales en honor a la diosa Inanna.: 46  La decoración del vaso se organiza en cuatro registros superpuestos. En el inferior se representan agua, plantas y espigas de trigo; el segundo muestra ovejas orientadas hacia la derecha; el tercero, sacerdotes desnudos caminando hacia la izquierda mientras portan vasijas de ofrenda; y el cuarto y superior presenta a un "sacerdote-rey" (dañado) y un asistente avanzando hacia la derecha para acercarse a Inanna,  reconocible por los dos postes de junco que conducen a su templo, lleno de ofrendas.: 48  Este orden ascendente de los registros podría reflejar la jerarquía social y sugerir la estructura administrativa de Uruk.: 156–157 

### Máscara de Warka
Además del arte narrativo, uno de los hallazgos escultóricos más célebres de Uruk es la Máscara de Warka o Dama de Warka, una cabeza de mármol que probablemente representa a la diosa Inanna. Descubierta en el distrito de Eanna, se ha fechado alrededor del 3100 a. C. y es considerada una de las primeras esculturas de tamaño casi natural conocidas. El rostro de la escultura habría estado incrustado con piedras preciosas, como lapislázuli, para resaltar sus rasgos. La cabeza formaba parte de una estatua compuesta más grande, probablemente hecha de madera.: 48 Al igual que las figurillas votivas de animales, su estilo combina elementos abstractos, como las cejas, que originalmente estaban incrustadas con piedra, con detalles naturalistas, evidentes en las suaves y redondeadas mejillas y labios.: 49 

## Glíptica
A partir del período de Uruk Medio, los tradicionales sellos de estampa fueron sustituidos por sellos cilíndricos,: 212  convirtiéndose Uruk en la primera civilización en emplearlos. Esta práctica se expandió posteriormente por todo el Antiguo Oriente Próximo y la civilización egea.: 54  Los sellos cilíndricos, utilizados como identificadores personales, funcionaban como firmas en documentos oficiales.: 54 
Estos pequeños cilindros eran tallados con herramientas metálicas, permitiendo que, al ser rodados sobre arcilla, dejaran una impresión continua. En el Nivel IV de Eanna, se han hallado impresiones de arcilla rotas en las mismas capas de escombros donde también aparecieron las primeras tablillas de escritura en arcilla.: 14  Si bien la mayoría de los sellos cilíndricos recuperados están hechos de piedra, existen evidencias de que los habitantes de Uruk también usaban metal sobre betún, concha y arcilla para su fabricación.: 209  El uso de estos sellos de piedra como firmas sugiere la existencia de un sistema administrativo complejo en la antigua Uruk.: 54 Los motivos representados en los sellos variaban ampliamente, incluyendo figuras de reyes, escenas con ganado y elementos religiosos, como símbolos de los dioses..

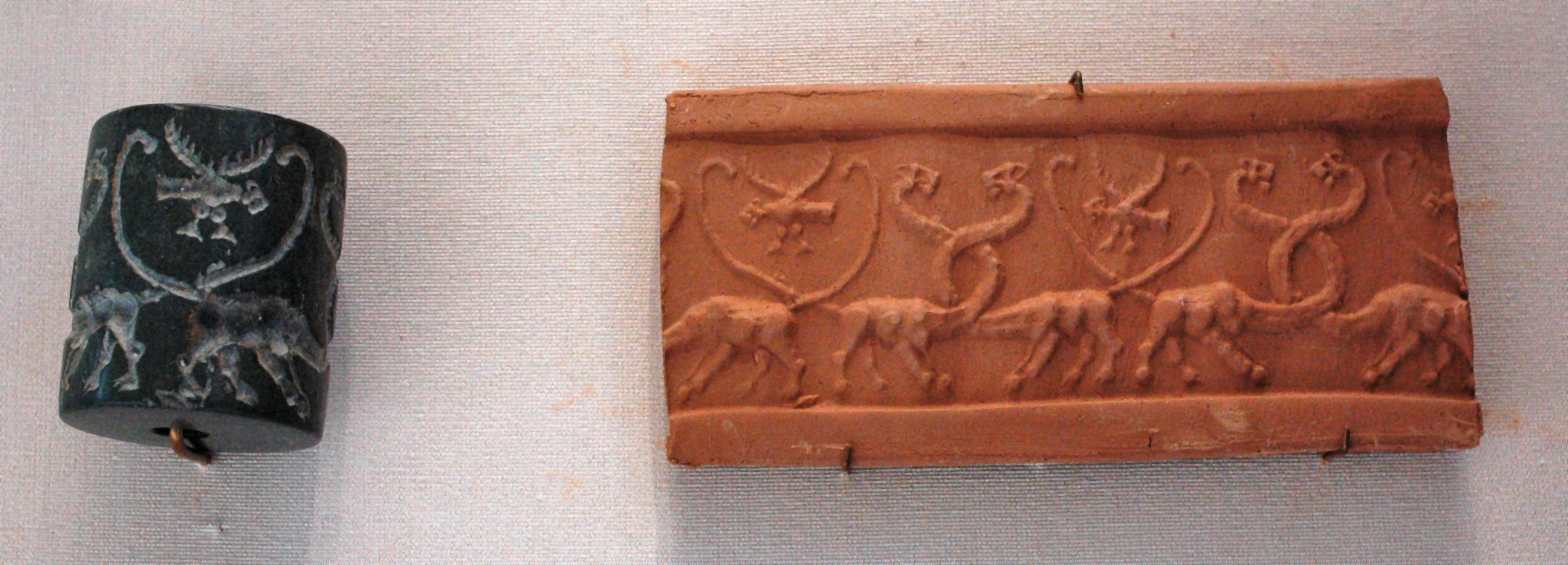
Sello cilíndrico e impresión con serpopardos y águilas, perteneciente al período de Uruk (4100-3000 a. C.).

## Cerámica

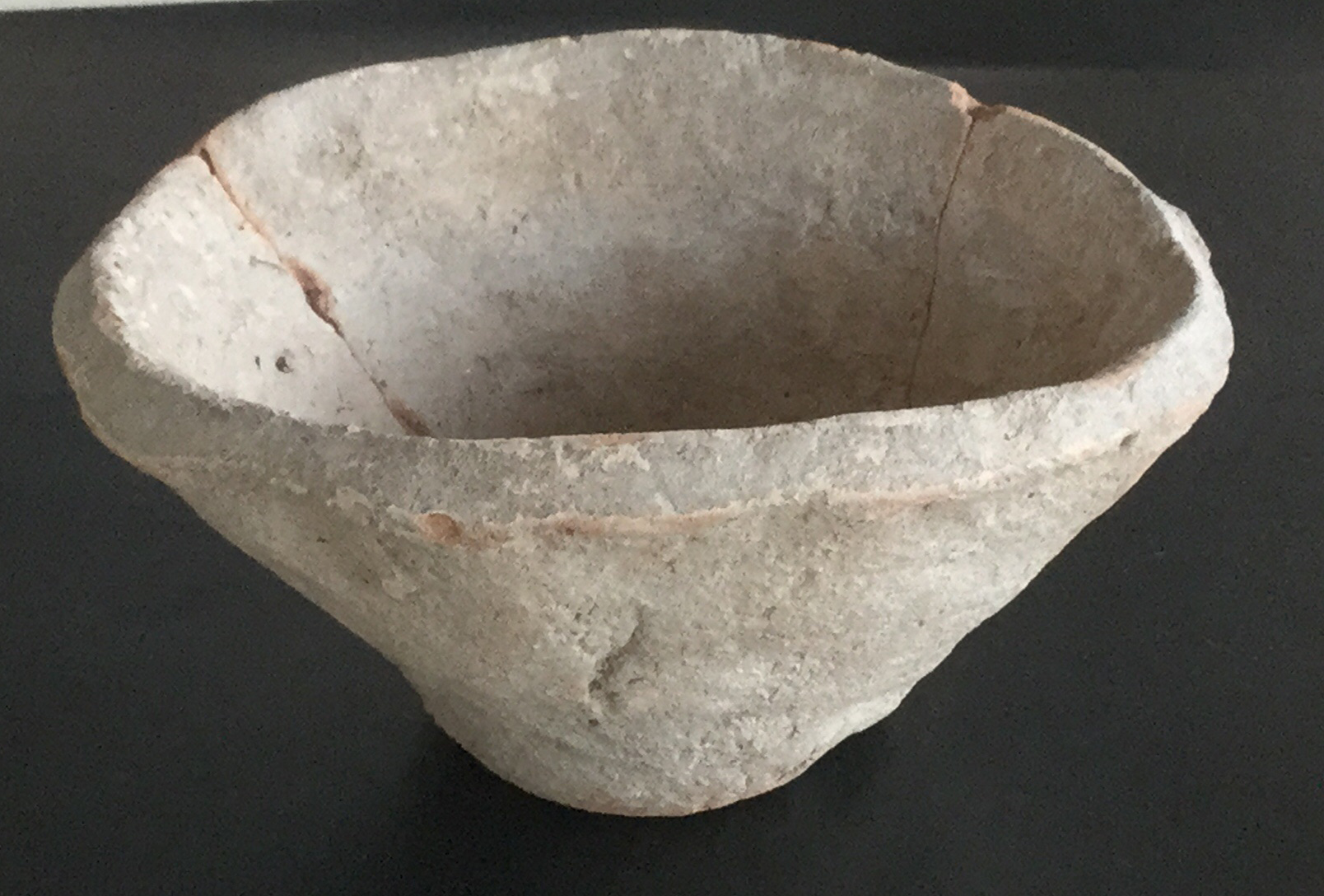
Cuencos de borde biselado, ca. 3400-3200 a. C.

La cerámica de Uruk incluye piezas elaboradas a torno, a mano y mediante moldes. Los alfareros de la región se especializaron en la producción masiva de vajillas funcionales. Durante la fase final del período de Uruk, la introducción del torno rápido de alfarero permitió una mayor estandarización en la manufactura cerámica. En el sitio se han hallado miles de cuencos de borde biselado considerados recipientes para medir raciones destinadas a familias o trabajadores dependientes..: 5  Otra innovación cerámica de Uruk fue el raspador anular, diseñado para aligerar las vasijas grandes antes de la cocción y facilitar su transporte, un factor clave en el comercio cerámico. Gracias a la producción masiva, la cerámica de Uruk se distribuyó ampliamente por el territorio que hoy es Irak, con mayor presencia en el norte que en el sur, según indican estudios arqueológicos.

## Escritura

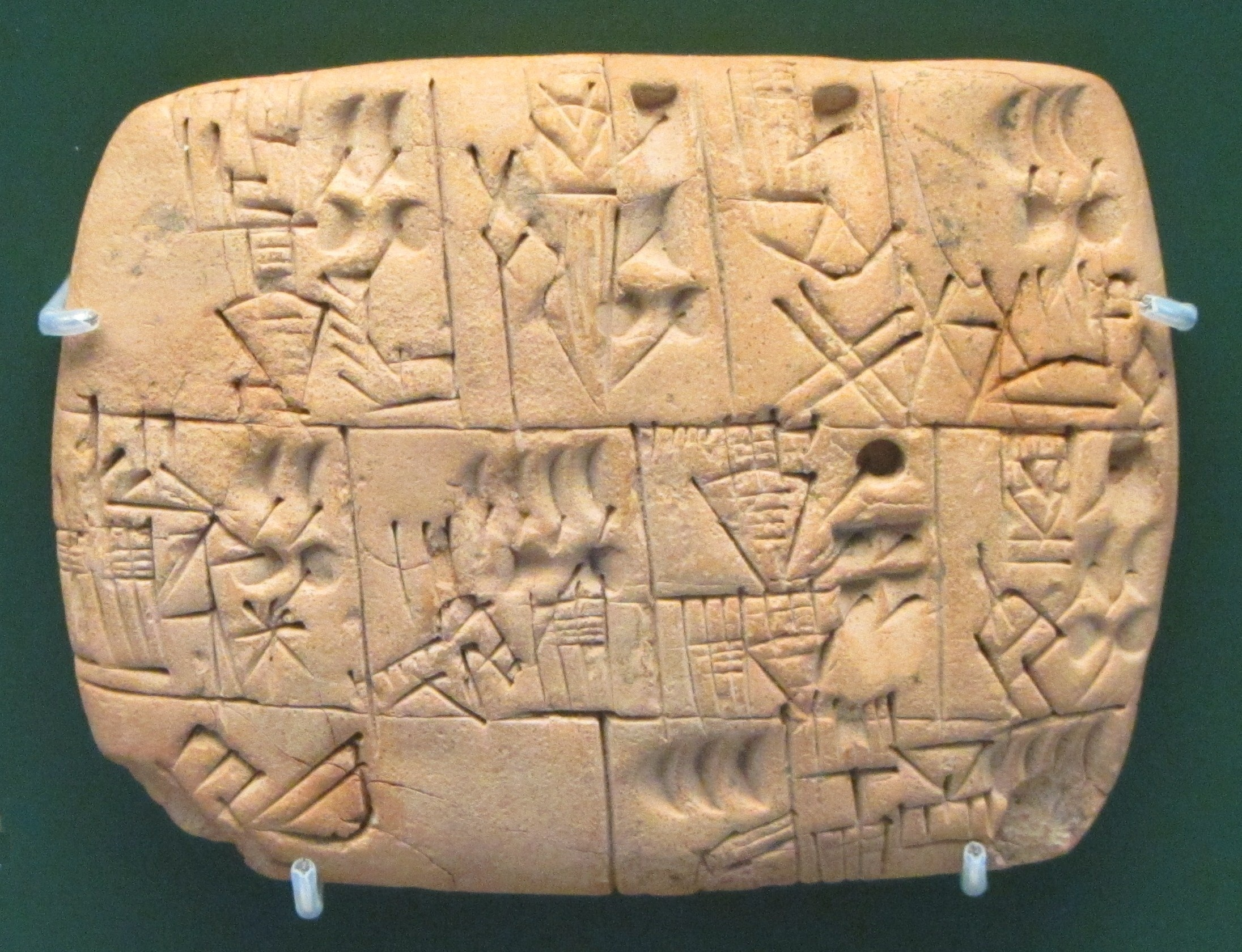
Tablilla de escritura temprana con registro de asignación de cerveza, ca. 3100-3000 a. C.

En Uruk se han hallado los textos escritos más antiguos conocidos.: 56 Desde las primeras excavaciones a inicios del siglo XX, se descubrieron tablillas de arcilla con signos pictográficos identificados como precursores de la escritura cuneiforme.: 11  Este protocuneiforme se inscribía en arcilla con un punzón, empleando impresiones circulares para representar números. Datadas alrededor del 3200 a. C., estas tablillas fueron encontradas en pozos del Nivel IV de Eanna y, probablemente, se usaban para sellar contenedores y puertas.: 13  Se han recuperado aproximadamente 4000 tablillas y fragmentos de este nivel.
La mayoría registraban transacciones económicas y textos administrativos, como intercambios de bienes y asignación de raciones para trabajadores,: 56  mientras otras documentaban el número de cabezas de ganado en un rebaño o su distribución entre propietarios. Un texto menciona la estratificación social, listando 120 funcionarios, entre ellos líderes de la ciudad, jueces, supervisores del arado y los corderos, además de términos específicos para sacerdotes, herreros y alfareros. Para el tercer milenio a. C., aparecieron otros géneros, incluyendo poesía, matemáticas y ciencias.: 56 

## Arquitectura

Ubicación de las principales ruinas dentro de la ciudad de Uruk.

Las ruinas más imponentes de Uruk son sus estructuras templarias, ubicadas cerca del centro de la ciudad y rodeadas por una muralla que abarca aproximadamente 6 km². La arquitectura templaria seguía el diseño tripartito característico de la cultura Ubaid anterior, con una sala central flanqueada por habitaciones laterales.: 425  construido sobre una plataforma de 13 metros de altura, que anticipa la estructura de los zigurats posteriores. A diferencia de templos más tardíos, carecía de un nicho central..: 14 
En Uruk también se han identificado edificios destinados al culto, decorados con gran riqueza y provistos de altares dedicados a diversas deidades. Un caso notable es el Templo C del distrito de Eanna, donde se descubrieron pilares revestidos con paneles de mosaico de conos.: 127  Estos paneles, datados alrededor del 3300-3000 a. C., estaban compuestos por conos de arcilla o yeso de 10 cm insertados en yeso húmedo y pintados para formar patrones geométricos.: 19 

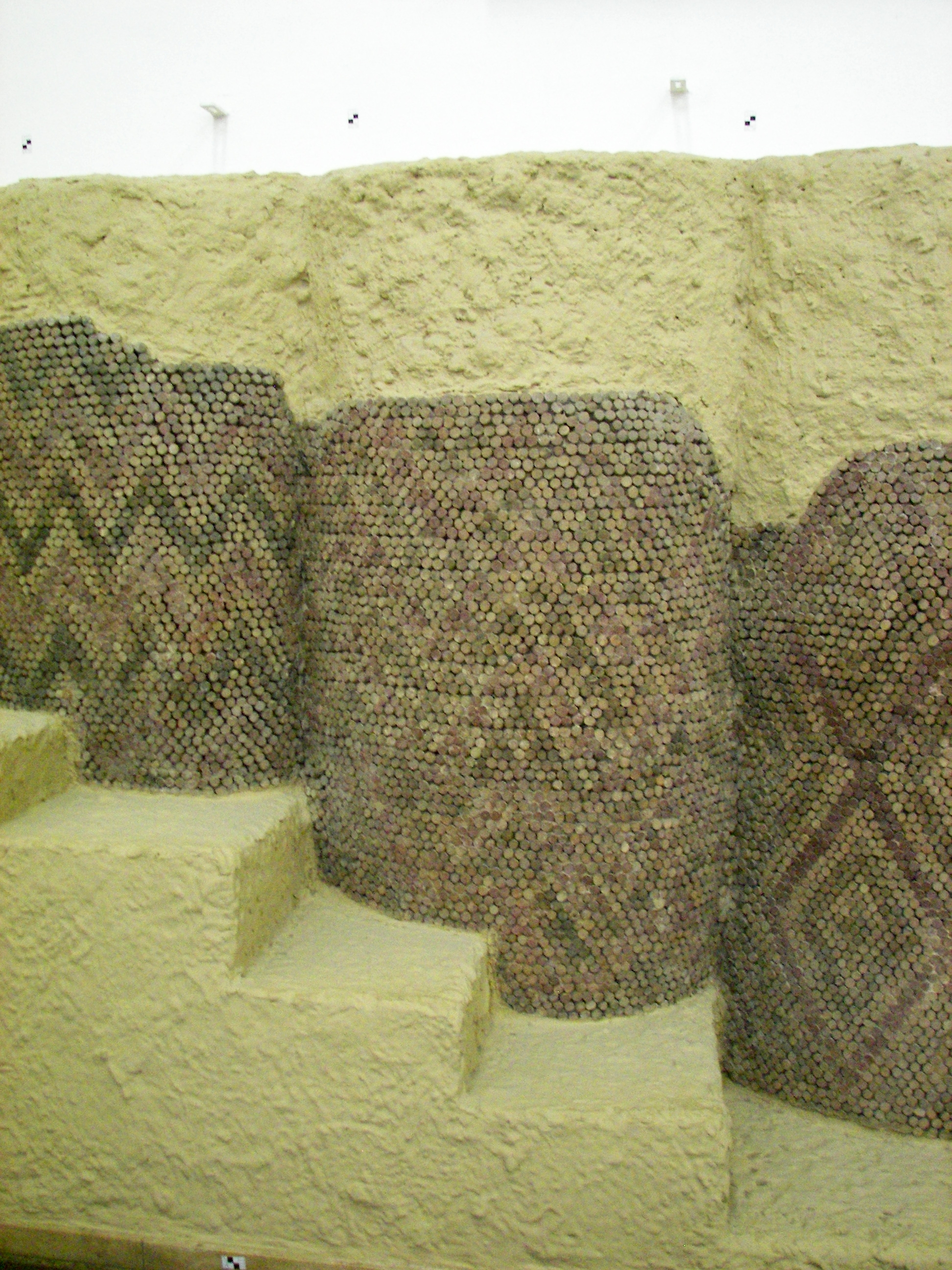
Reconstrucción de un mosaico de conos del templo de Eanna.
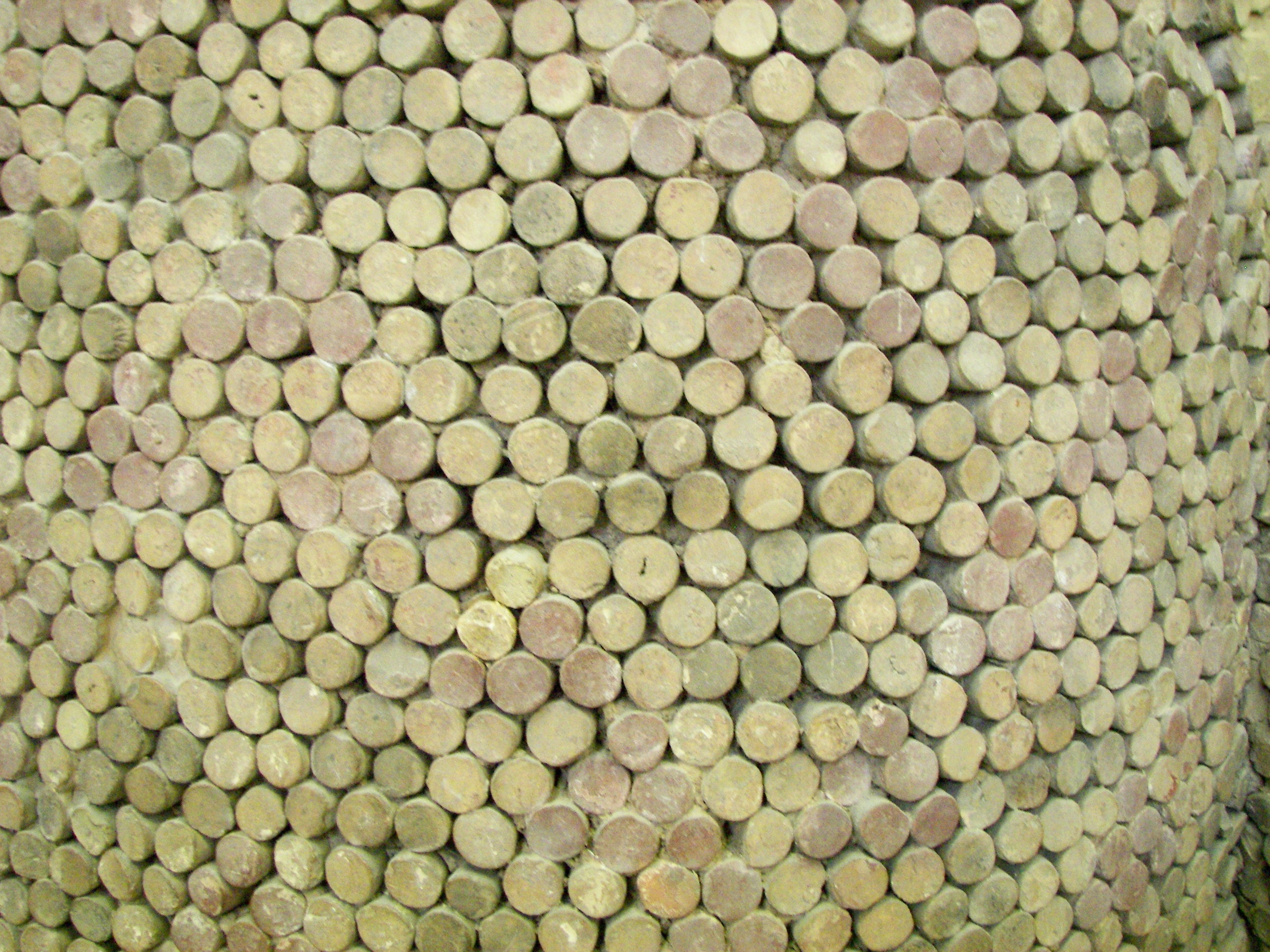
Detalle de la reconstrucción del mosaico de conos.

## Lectura adicional
- Esta obra contiene una traducción total derivada de «Art of Uruk» de Wikipedia en inglés, concretamente de esta versión, publicada por sus editores bajo la Licencia de documentación libre de GNU y la Licencia Creative Commons Atribución-CompartirIgual 4.0 Internacional.

- Datos: Q48999094